# Yallingup Beach
Yallingup Beach är en strand i Australien. Den ligger i kommunen Busselton och delstaten Western Australia, omkring 200 kilometer sydväst om delstatshuvudstaden Perth.
Runt Yallingup Beach är det glesbefolkat, med 13 invånare per kvadratkilometer. Genomsnittlig årsnederbörd är 1 201 millimeter. Den regnigaste månaden är maj, med i genomsnitt 210 mm nederbörd, och den torraste är januari, med 9 mm nederbörd.